# Токсан
Токсан (каз. Тоқсан) — озеро в Узункольском районе Костанайской области Казахстана. Находится в 10 км к северо-востоку от села Ксеньевка.
По данным топографической съёмки 1944 года, площадь поверхности озера составляет 2,25 км². Наибольшая длина озера — 2,2 км, наибольшая ширина — 1,7 км. Длина береговой линии составляет 7,6 км, развитие береговой линии — 1,42. Озеро расположено на высоте 159,2 м над уровнем моря.